# こりこりまりもっこり
「こりこりまりもっこり」は、CORICORIの1枚目のシングル。

## 解説
本曲はまりもっこりの公式テーマソングとして制作された。北海道で限定発売したところ完売した為全国発売が決定。オーディションで選ばれた3人の小学生男子3人からなるユニット「CORICORI」が歌を担当している。

## 収録曲
1. こりこりまりもっこり
作詞：石川絵里、作曲：川嶋可能
2. まりもっこりコール
作詞：春和文、作曲：川嶋可能
3. こりこりまりもっこり 教室編 まりもっこりこーだー
4. こりこりまりもっこり（カラオケ）
5. まりもっこりコール（カラオケ）